# آرگین‌بهادر
آرگین‌بهادر (نام علمی: Arginbaatar dmitrievae) نام یک گونه از راسته چندتکمیزه‌ایان است.